# Винап
Открытое акционерное общество «ВИНАП» (обозначает «Вина, напитки, пиво»; бывш. Новосибирский пиввинкомбинат) — бывшее предприятие по производству вино-водочной продукции, пива и безалкогольных напитков в Новосибирске. Предприятие было открыто в 1967 году, располагалось в Кировском районе города.
Ныне «ВИНАП» ликвидирован, исключён из реестра, все его документы переданы в государственный областной архив.

## История

### Советская эпоха
2 января 1962 года выходит постановление Совета Министров СССР о сооружении Пивоваренно-винодельческого комбината «Новосибирский» (сокр. НПВК). Через два года начинается его сооружение, а запуск планировался очередями в течение нескольких лет. В 1967 году были открыты производственные линии по выпуску пива и безалкогольных напитков. В конце следующего года на заводе начали производить шампанское четырёх видов — сухое, полусухое, сладкое и полусладкое. А в 1970 году состоялся запуск ликёро-водочных линий, закрыв первый этап в истории завода.
В 1980 году было сооружено, а 6 февраля 1981 года в торжественной обстановке было запущено производство по выпуску тонизирующего напитка «Пепси-кола», по лицензии американской компании PepsiCo. Начавшаяся в 1985 году антиалкогольная кампания, а следом и перестройка, распад СССР, реформы 1990-х годов привели предприятие к тяжёлому положению.

### Современная Россия
1990-е годы:
По состоянию на 1994 год, завод (тогда ещё НПВК) находился в состоянии банкротства. В 1995 году предприятие сумело наладить производство минеральной воды «Карачинская-2». К 1995 году общая сумма долгов предприятия составляла 33 млрд рублей. Территориальное управление по делам о несостоятельности назначает на Новосибирский пиввинкомбинат временного управляющего — с целью прикрыть производство, с минимальными потерями. Однако сам временный управляющий, Юрий Верясов, пришёл с другой целью — через 8 месяцев завод (к тому времени уже ОАО «ВИНАП») с долгами рассчитался. В следующем, 1996 году «ВИНАП» стал производить слабоалкогольную продукцию. А в 1997 года бывший комбинат стал приносить доход. С 1998 года ВИНАП стал официально поставлять продукцию в аппарат президента РФ, Государственную думу и Совет Федерации. Девизом компании стала фраза: «ВИНАП — жизненные силы сибирской природы».
2000-е годы:
На начало 2000-х годов «ВИНАП» являлся крупнейшим за Уралом производителем спиртных напитков. По утверждению представителей производителя, продукция изготавливалась на специально освящённой РПЦ воде, которая добывалась из скважины глубиной 650 м. Водоносный слой источника был образован около 250 млн лет назад. На 2002 год выпуск алкоголя составил 552 тысячи дал водки и ликёроводочных изделий.
В середине 2003 года, с открытием пивоварни «Собол бир» (мощность 12 млн дал в год), был закрыт старый цех ВИНАПа (мощность 6,8 млн дал в год). А осенью «ВИНАП» открыл свой торговый дом («Премьер»), реализующий весь выпускаемый компанией алкоголь. На этот момент весь ассортимент продукции составляет 150 наименований водки, винных, слабоалкогольных и прохладительных напитков, а также шампанского и пива. В октябре следующего, 2004 года пивоварня «Собол бир» была выкуплена голландской компанией «Heineken NV», а сам «ВИНАП» обязался не варить пиво на территории Сибири и Урала в течение 5 лет. К декабрю 2004 года компания вынуждена была приостановить производство и алкогольной продукции — возникли трудности с оформлением лицензии.

### Второе и окончательное банкротство
1 января 2006 года завод, из-за налоговых задолженностей, не смог получить федеральные акцизные марки и остановил производство. А в апреле 2006 года завод проиграл судебный спор инспекции ФНС, потребовавшей взыскать с него около 120 млн рублей. Летом 2006 года менеджмент предприятия инициировал введение процедуры наблюдения.
В январе 2007 года Новосибирсквнешторгбанк потребовал в суде от «ВИНАПа» 54 млн рублей непогашенного кредита. В апреле Арбитражный суд Новосибирской области удовлетворил иск Сибирского отделения Сбербанка России, который требовал от завода погасить выданные в 2005 году кредиты на сумму свыше 81 млн рублей, вместе со штрафными санкциями.
Общая задолженность «ВИНАПа» перед всеми кредиторами составляет около 250 млн рублей.

## Деятельность

### Руководство
- Юрий Верясов (04.1995—[уточнить]) — конкурсный управляющий НПВК, затем ген. директор ОАО «ВИНАП».

### Собственники
Основными владельцами компании (на декабрь 2004 г.) являлись:
- ФГУП «Росспиртпром» (33 %).
- Юрий Верясов (12 %).
- финская «Новоски» (8 %).

### Продукция
По состоянию на 2004 год в составе ОАО «ВИНАП» находилось пять самостоятельных производств, выпускавших:
- бальзамы
- вина
- винные напитки
- водки
- ликёры
- пиво
- прохладительные напитки
- шампанское

## Известные работники
- Людмила Ивановна Лукашенко — главный шампанист, кавалер ордена «Знак Почёта», работала на предприятии с 1967 года[11].